# James O. McKinsey
James O. McKinsey, född 4 juni 1889, död 30 november 1937, grundade 1926 managementkonsultfirman McKinsey & Company.